# Rezydentura „Atlantik”
Rezydentura „Atlantik” – rezydentura polskiego wywiadu w Stanach Zjednoczonych, podlegająca Departamentowi I Ministerstwa Spraw Wewnętrznych.
Rezydentura działała w Stanach Zjednoczonych pod przykryciem Ambasady PRL w Waszyngtonie. W latach 1959 -1962 jeden funkcjonariusz rezydentury pracował w nowo otwartym Generalnym Konsulacie PRL w Chicago, gdzie następnie utworzono samodzielną rezydenturę. Nazwa kodowa rezydentury – „Atlantik”. Do 1958 była podporządkowana Nadrezydenturze w Północnej i Południowej Ameryce

## Kierownicy rezydentury
- Antoni Czajer (listopad 1956 – 18 kwietnia 1960), kapitan, od 1957 major; przykrycie - stanowisko II Sekretarza Ambasady, pseudonim Karski;
- Tadeusz Cibor (październik 1960 – wrzesień 1964), major; przykrycie - stanowisko II Sekretarza Ambasady, pseudonim Borys;
- Czesław Mackiewicz-Makowski (1964–1968), pułkownik;
- Dionizy Glinski (10 września 1968 – 15 maja 1972), podpułkownik, od 1971 pułkownik; przykrycie – stanowisko radcy Ambasady PRL, pseudonim Andrzej;
- Józef Sołtysiewicz (18 września 1972 – 1 października 1976), podpułkownik, od 1974 pułkownik;
- Bronisław Zych (1976–1980)
- Sławomir Lipowski (1980–1983 lub 1983)
- Wiesław Zygmunt Mickiewicz (styczeń 1983 – sierpień 1986)[1]